# Саяка лазурова
Сая́ка лазурова (Thraupis cyanoptera) — вид горобцеподібних птахів родини саякових (Thraupidae). Ендемік Бразилії.

## Поширення і екологія
Лазурові саяки мешкають на південно-східному узбережжі Бразилії, від півдня Баїї до північного сходу Ріу-Гранді-ду-Сул, зокрема в передгір'ях Серра-ду-Мар. Вони живуть в кронах вологих атлантичних лісів, на узліссях та у вторинних заростях. Зустрічаються на висоті від 200 до 1200 м над рівнем моря, іноді на висоті до 1600 м над рівнем моря.

## Збереження
МСОП класифікує стан збереження цього виду як близький до загрозливого. Лазуровим саякам загрожує знищення природного середовища.